# Bandenmetro

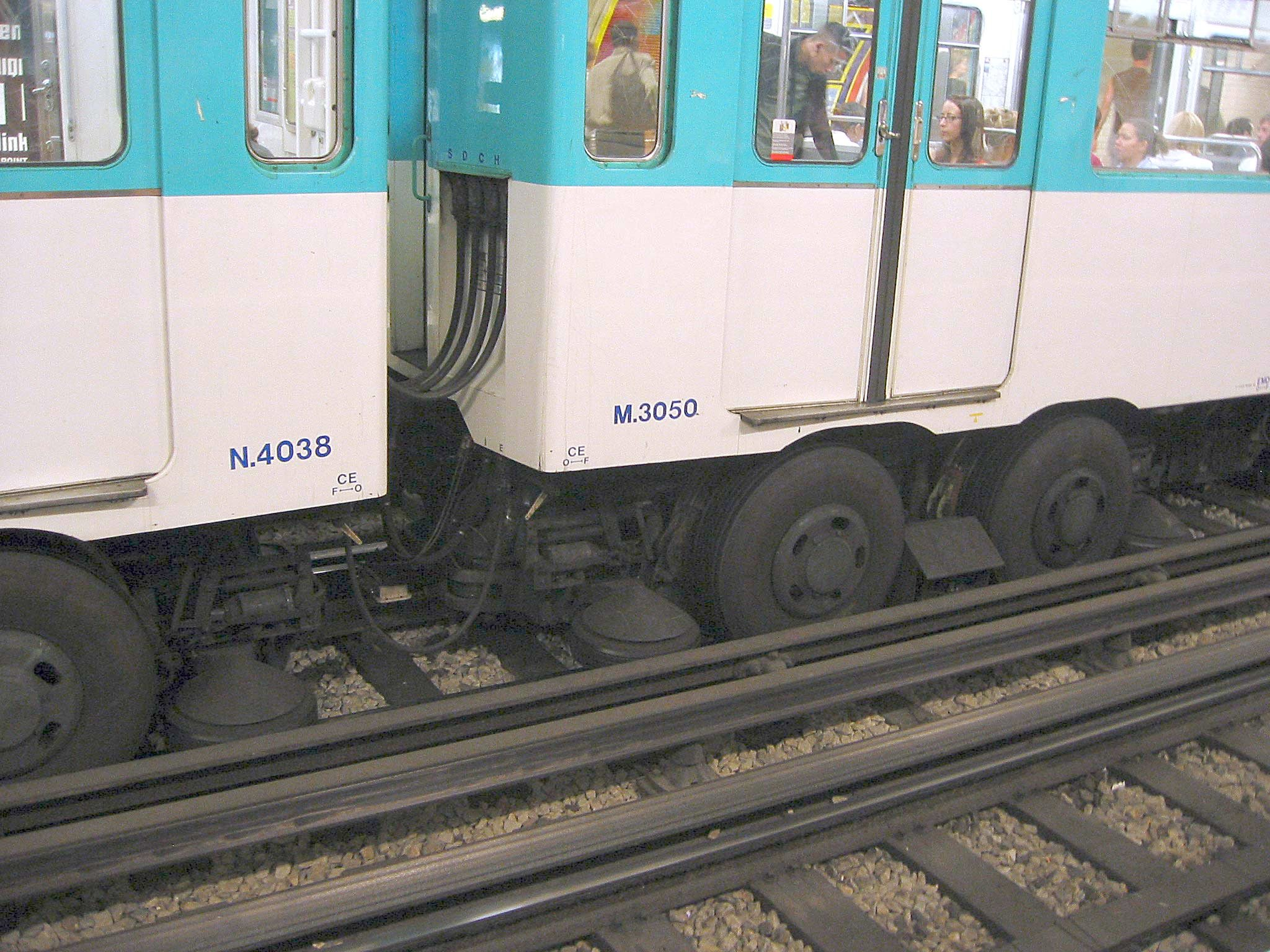
Bandenmetro in Parijs

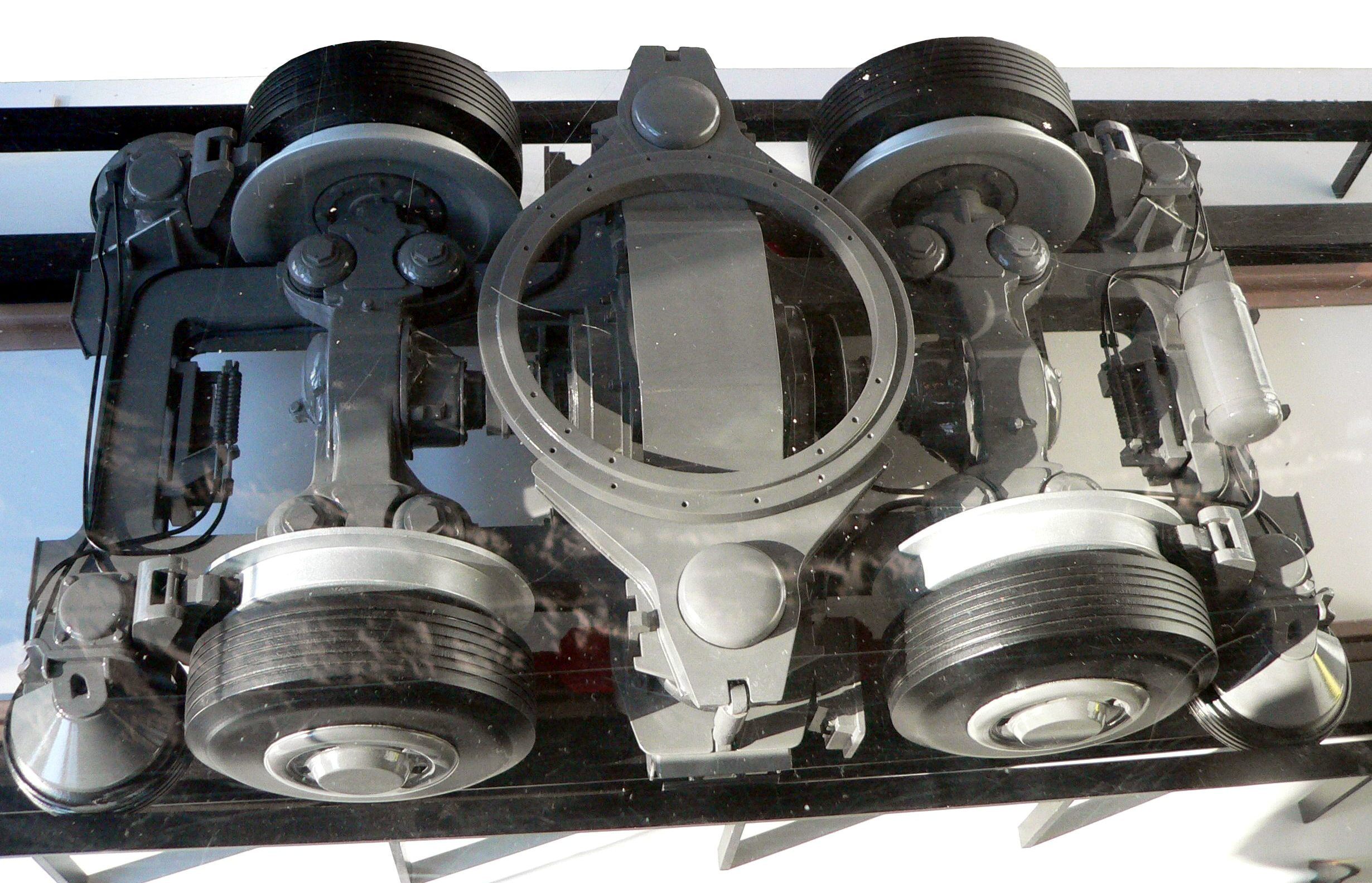
Draaistel M2

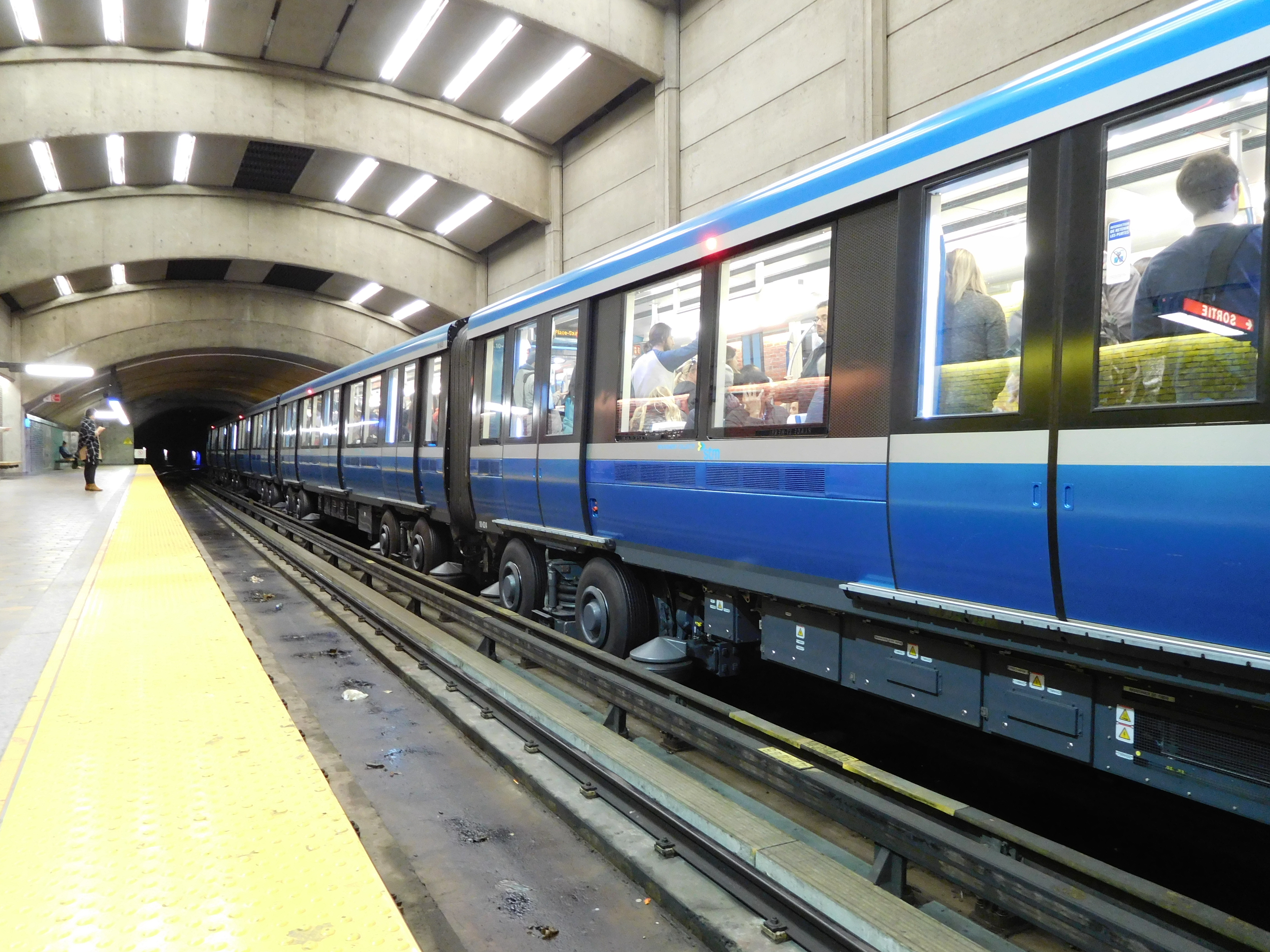
Bandenmetro in Montréal

De bandenmetro is een metrosysteem met voertuigen op rubberen luchtbanden net als bij een bus.

## Voor- en nadelen
Voordelen van bandenmetro's ten opzichte van metrolijnen met conventioneel spoor zijn de hogere acceleratie en deceleratie. Ook kunnen de metrotreinstellen steilere hellingen aan. Het belangrijkste nadeel is het ongeveer 30% hogere energieverbruik. Het oorspronkelijke voordeel dat de bandenmetro minder geluid en trillingen produceert, is bijna geheel tenietgedaan door verbeteringen van het conventionele spoorsysteem.

## Ontwikkeling
De metro op luchtbanden is ontwikkeld door Michelin (banden en geleidingstechniek) en Renault (wagenkast). In 1951 werd in Parijs op een voor reizigersvervoer afgesloten traject een proef gedaan. In 1956 was de Parijse metrolijn 11 de eerste metrolijn die werd omgebouwd voor voertuigen op luchtbanden. Later volgden lijn 1 (1964), 4 (1967) en 6 (1974).
In de jaren zeventig heeft de Fransman Robert Gabillard een volautomatische metro op rubberbanden ontwikkeld. In 1983 werd dit systeem voor het eerst toegepast bij de metro van Rijsel onder de naam VAL (oorspronkelijk: Villeneuve d'Ascq - Lille; later: Véhicule Automatique Léger).
Frankrijk is het land met de meeste bandenmetro's. Wegens de kost van een 30% hoger energieverbruik komen er in Parijs geen nieuwe bandenmetrolijnen; de nieuwe metrolijnen van Grand Paris Express zullen met stalen wielen rijden. Er zijn wel verlengingen van de bestaande bandenmetrolijnen. De volautomatische lijn 14 is als laatste nieuwe Parijse bandenmetro geopend in 1998.

## Techniek
Zowel bij het Michelin- als het VAL-systeem worden de voertuigen grotendeels geleid door kleine wielen, draaiend om een verticale as die tegen twee opstaande geleidingrails lopen. Deze geleidingrails leveren ook stroom voor de tractiemotoren.
Bij het systeem van Michelin is ook een conventioneel spoor met een spoorwijdte van 1435 millimeter (normaalspoor) aanwezig. Als een band lek raakt, rust de metrotrein op dit spoor met een spoorwiel dat achter de rubberband zit. Het conventionele spoor wordt ook gebruikt voor de retourstroom en om de metrotrein over wissels te leiden. In Parijs kunnen gewone metro's ook over het spoor voor bandenmetro's rijden.
Het VAL-systeem kent geen conventioneel spoor. Bij wissels is in het midden van de baan een rail aangebracht die het voertuig in de gewenste richting leidt.

## Steden met bandenmetro's

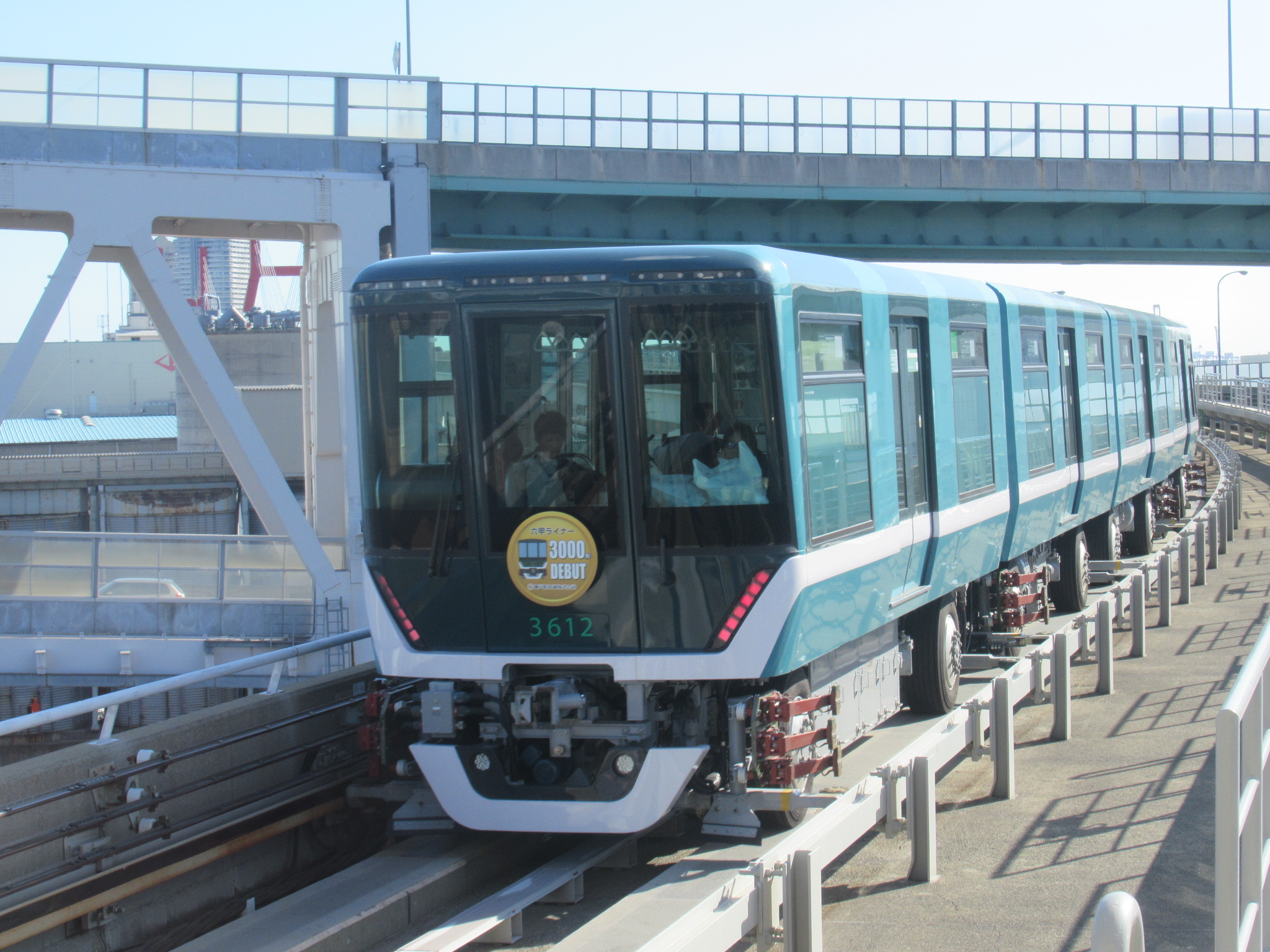
New Transit 3000 series in Kobe

- Kobe (Kawasaki) → Port Liner en Rokkō Liner
- Lausanne (Michelin) → Metro van Lausanne
- Lyon (Michelin) → Metro van Lyon, 3 van de 4 lijnen
- Macau (Mitsubishi) → Macau Light Rapid Transit
- Marseille (Michelin) → Metro van Marseille
- Mexico-Stad (Michelin) → Metro van Mexico-Stad
- Monterrey
- Montréal (Michelin) → Metro van Montréal
- Parijs (Michelin; 5 van de 16 lijnen) → Parijse metro
- Rennes (VAL)
- Rijsel (VAL) → Metro van Rijsel
- Santiago (Michelin)
- Taipei (VAL) → Muzha-lijn
- Tokio (Mitsubishi) → Yurikamome-lijn en Nippori-Toneri-lijn
- Toulouse (VAL) → Metro van Toulouse
- Turijn (VAL) → Metro van Turijn